# Liste der Bodendenkmäler in Lutzingen
Auf dieser Seite sind die Bodendenkmäler in der schwäbischen Gemeinde Lutzingen zusammengestellt. Diese Tabelle ist eine Teilliste der Liste der Bodendenkmäler in Bayern. Grundlage ist die Bayerische Denkmalliste, die auf Basis des Bayerischen Denkmalschutzgesetzes vom 1. Oktober 1973 erstmals erstellt wurde und seither durch das Bayerische Landesamt für Denkmalpflege geführt wird. Die folgenden Angaben ersetzen nicht die rechtsverbindliche Auskunft der Denkmalschutzbehörde.

## Bodendenkmäler der Gemeinde Lutzingen

### Bodendenkmäler in der Gemarkung Lutzingen
| Lage                 | Objekt | Akten-Nr.     | Bild |
| -------------------- | --- | ------------- | ---- |
| Lutzingen (Standort) | Grabhügel vorgeschichtlicher Zeitstellung.                                                                                                 | D-7-7329-0082 |      |
| Lutzingen (Standort) | Siedlung vor- und frühgeschichtlicher oder mittelalterlicher Zeitstellung.                                                                 | D-7-7329-0139 |      |
| Lutzingen (Standort) | Siedlung der Bronzezeit, Urnenfelder- und Eisenzeit, Gräber der Schnurkeramik.                                                             | D-7-7329-0411 |      |
| Lutzingen (Standort) | Freilandstation des Paläolithikums und Mesolithikums, Siedlung des Alt-, Mittel- und Jungneolithikums sowie der Hallstatt- und Latènezeit. | D-7-7329-0421 |      |
| Lutzingen (Standort) | Mittelalterliche und frühneuzeitliche Befunde im Bereich der Katholischen Pfarrkirche St. Michael.                                         | D-7-7329-0424 |      |
| Lutzingen (Standort) | Siedlung vor- und frühgeschichtlicher Zeitstellung.                                                                                        | D-7-7329-0446 |      |
| Lutzingen (Standort) | Siedlung vor- und frühgeschichtlicher Zeitstellung.                                                                                        | D-7-7329-0447 |      |

### Bodendenkmäler in der Gemarkung Mörslingen
| Lage                  | Objekt                                                | Akten-Nr.     | Bild |
| --------------------- | ----------------------------------------------------- | ------------- | ---- |
| Mörslingen (Standort) | Wallanlage vor- und frühgeschichtlicher Zeitstellung. | D-7-7329-0094 |      |

### Bodendenkmäler in der Gemarkung Unterliezheim
| Lage                     | Objekt | Akten-Nr.     | Bild |
| ------------------------ | --- | ------------- | ---- |
| Unterliezheim (Standort) | Grabhügel vorgeschichtlicher Zeitstellung. | D-7-7229-0050 |      |
| Unterliezheim (Standort) | Mittelalterliche und frühneuzeitliche Befunde im Bereich der Katholischen Pfarrkirche St. Leonhard und des ehemaligen Klosters Unterliezheim. | D-7-7329-0426 |      |